# Youchao
Youchao (chiń. 有巢; pinyin Yǒucháo) lub Dachao (chiń. 大巢; pinyin Dàcháo) – według niektórych archaicznych mitów chińskich pierwszy z Trzech Czcigodnych, który nauczył ludzi budowania domostw.